# La City
|  | Pel Londres complet vegeu l'article principal Londres. |

La City, en anglès City of London o The City, és una petita àrea del Gran Londres (Anglaterra) considerada el nucli històric de Londres al voltant del qual la conurbació va créixer i ha mantingut l'estatus de ciutat des de temps immemorials. Els límits de la City s'han mantingut gairebé sense canvis des de l'edat mitjana, i ara és només una petita part de l'àrea metropolitana de Londres, encara que resta una part important del centre de Londres. També rep el nom de Square Mile, ja que té la mida d'una milla quadrada (1,12 metres quadrats mi/2.90 km²). Aquests termes també s'utilitzen sovint com a metonímia de la indústria financera del Regne Unit, que històricament ha tingut la seu aquí.
En el període medieval, la City constituïa l'extensió total de Londres. Actualment en canvi el terme Londres es refereix a una conurbació urbana molt més gran que abasta, a més de la City of London, l'anomenat Gran Londres, que inclou els 32 boroughs de Londres. El govern local de la City, la City of London Corporation, és únic al Regne Unit i té algunes responsabilitats inusuals per una autoritat local a la Gran Bretanya, com ara la policia. També té responsabilitats i propietats més enllà dels límits de la City. La corporació està presidida per l'alcalde de la City, una oficina independent de l'Autoritat de Londres (Gran Londres).
La City és actualment un gran centre de negocis i financer, classificat per sobre de Nova York com a principal centre de finances mundials; durant el segle xix la ciutat va servir com a centre de negocis del món i encara és un important punt de trobada per a les empreses avui dia.
La ciutat té una població resident d'uns 10.000 habitants, però hi treballen al voltant de 330.000 persones, principalment en el sector de serveis financers. Les professions vinculades al dret són les majoritàries a les zones nord i oest de la City, especialment a les àrees de Temple i Chancery Lane, on hi ha els Inns of Court, tradicionals col·legis jurídics. Els enclavaments d'Inner Temple i Middle Temple no són governats per la Corporació de Londres.
El lema llatí de la City és Domine dirige nos, (Senyor, guia'ns).

## Extensió
La City és el Comtat cerimonial d'Anglaterra més petit i amb menys població i a la vegada la segona ciutat britànica més petita i amb menys població després de Sant David's, Gal·les.

### Canvis al llarg del temps

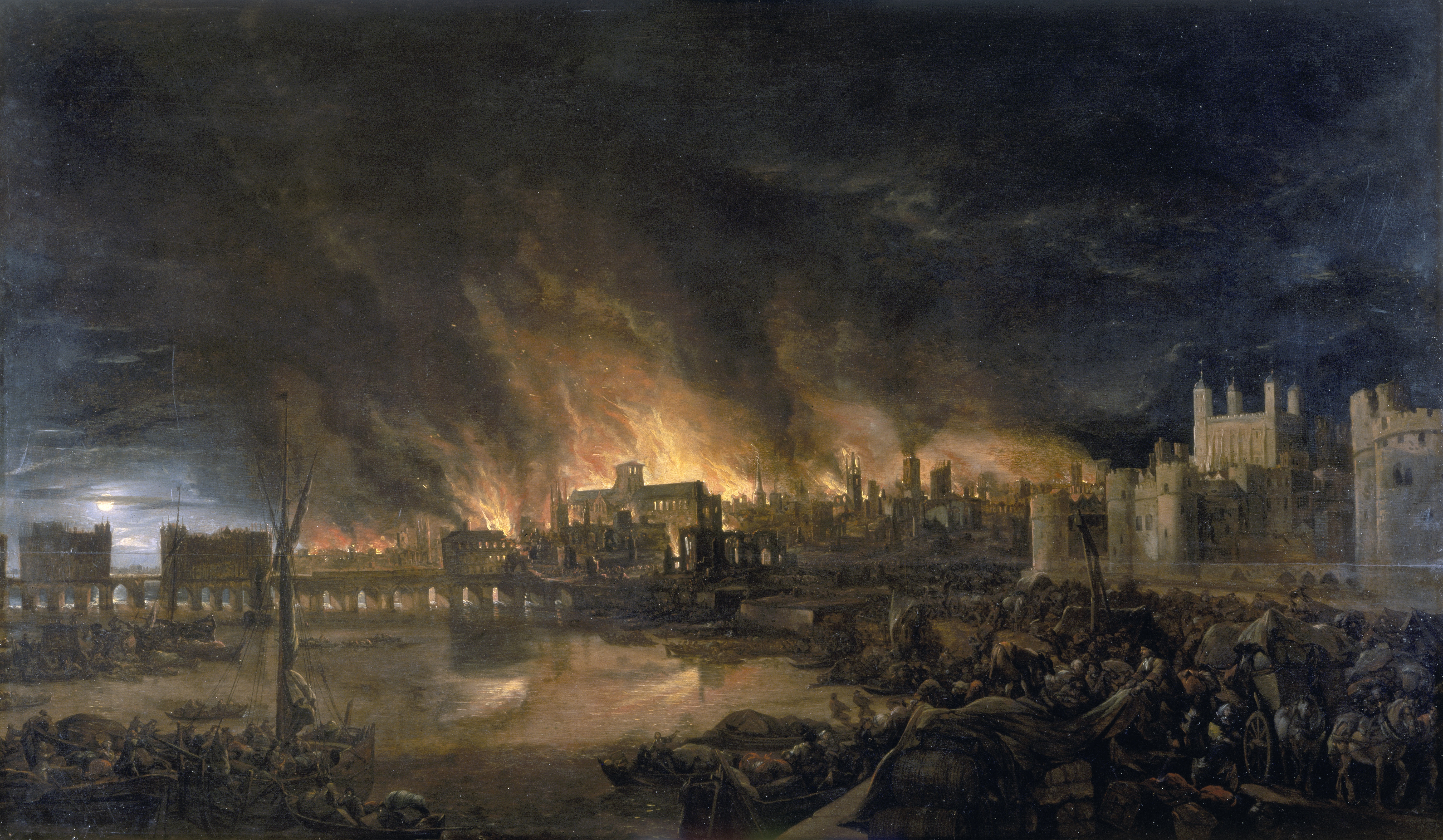
El Gran incendi de Londres, 1666, va destruir quatre cinquenes parts de la City.

La mida de la City es veia limitat per la Muralla de Londres que l'envoltava, que va ser construïda pels Romans a finals del segle ii per protegir l'estratègic port fluvial de la ciutat. Tot i que els límits de la City de Londres no corresponen als de l'antiga ciutat, la City s'ha expandit lleugerament. Durant l'època medieval, la jurisdicció de la City es va estendre per Fleet Street fins a Temple Bar i també cap a altres barreres de la City com Holborn, Aldersgate, Bishopgate i Aldgate. Totes aquestes eren les entrades més importants de la City i controlar-les era vital.
Les muralles han desaparegut, tot i que encara hi ha algunes seccions visibles. Una secció al costat del Museu de Londres es va deixar veure després d'un bombardeig el 29 de desembre de 1940. Altres seccions són la de Saint Alphage i dos properes a la Torre de Londres.
Els límits es van refixar per últim cop el 1993, quan es va expandir lleugerament cap a l'oest, nord i est, agafant petites parcel·les de terra dels límits amb la Ciutat de Westminster, Camden, Islington, Hackney i Tower Hamlets. Els canvis de 1993 tenien la finalitat d'ordenar els límits on el paisatge urbà havia canviat dràsticament.
Southwark, al sud de la City a l'altre costat del riu Tàmesi, va esdevenir part de la ciutat entre 1550 i 1899 com a guardià del pont. Avui forma part del districte de Southwark. La Torre de Londres sempre ha estat fora de la City de Londres i forma part del districte de Tower Hamlets.

### Límits actuals

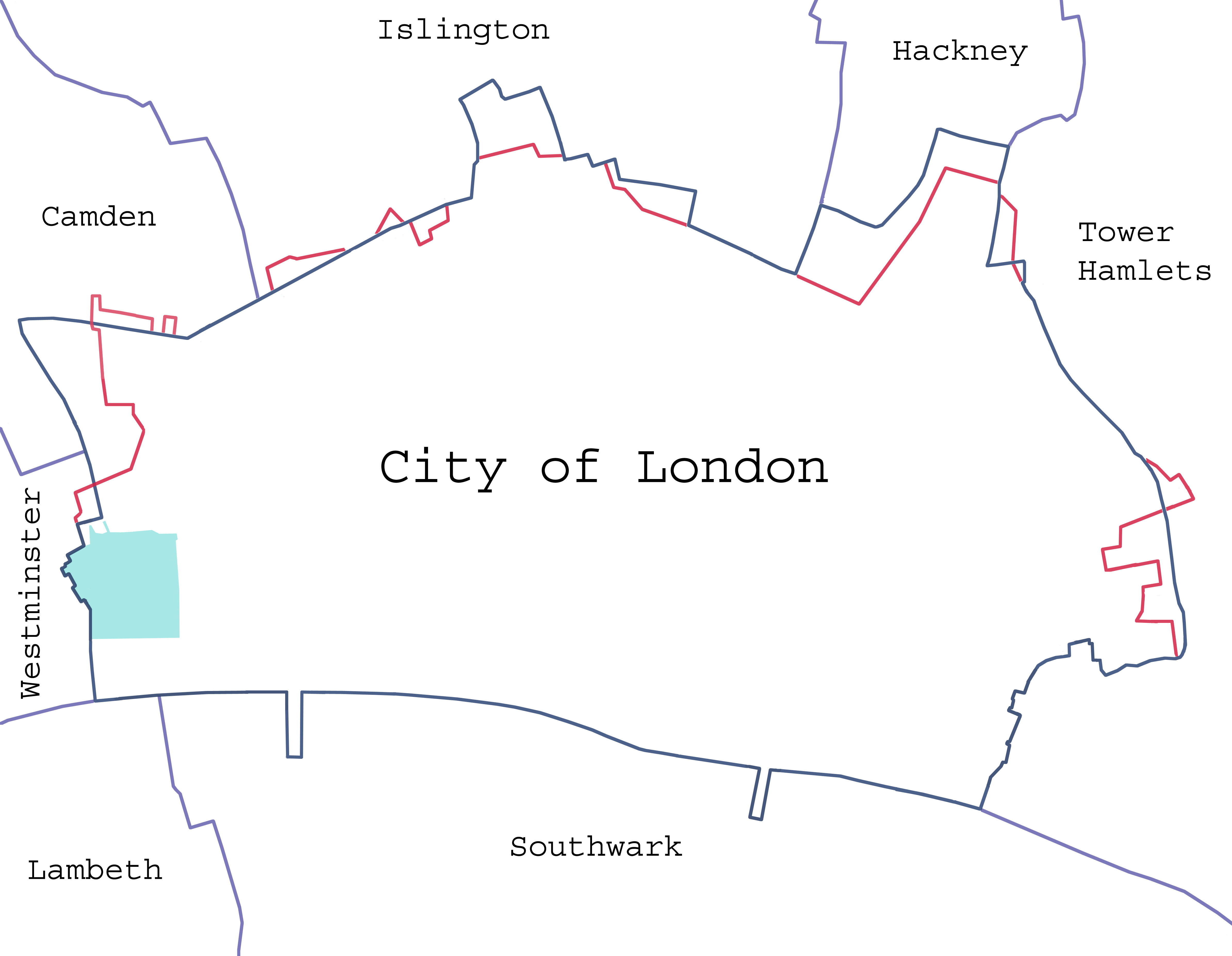
Límits de la City de Londres en blau i els límits anteriors al 1993 en vermell.

A l'oest hi ha els límits amb la Ciutat de Westminster, el límit s'extent pel dic Victoria del Tàmesi, passant per Stand Street i Fleet Street, cap al nord pel carrer Chancery Lane, on hi ha el límit amb Camden. Continua cap al nord per Holborn i continua cap a l'est per Holborn Circus, i llavors cap al nord-est per Charterhouse Street. Atravessa Farringdon Road que limita amb Islington. Segueix cap al nord per Aldersgate i cap a l'est Goswell Road. Aquí es troba la part més al nord de la City, exactament a Baltic Street West. Anant cap a Norton Folgate es troba el límit amb Hackney i seguint Norton Folgate trobem Tower Hamlets i després el riu Tàmesi.
Els límits de la City de Londres acaben al centre del Tàmesi, encara que la City controla totalment el Pont de Londres i el Pont de Blackfriars però només la meitat del riu de sota els ponts, cosa inusual en les administracions locals britàniques. Els límits estan marcats amb pilons negres en els punts emblemàtics i en la majoria d'entrades, com la barrera de Temple Bar a Fleet Street.
Mapa dels límits oficials. Arxivat 2009-04-15 a Wayback Machine.

## Història
La City de Londres ha estat administrada separadament des de l'any 886, quan Alfred el Gran va nomenar Governador de Londres el seu fillastre Earl Æthelred of Mercia. Alfred es va assegurar que hi haguessin allotjaments adequats per als comerciants que venien del nord-oest d'Europa, i que després es va estendre per als comerciants del mar Bàltic i Itàlia.
La City va desenvolupar el seu propi codi mercantil, amb tal autonomia que la City semblava un Regne a part. La City estava vigilada pels guàrdies governats per Aldermen. Hi havia un governador general (en anglès anomenat folkmoot o folkmote) per a tota la ciutat recolzat per l'ombra de la Catedral de Saint Paul. Al segle x, Athelstan va permetre que s'establissin vuit seques (cases on s'encunyen monedes), això indicava la riquesa de la City.
Amb la Batalla de Hastings, Guillem I d'Anglaterra va conquerir Londres i va donar als ciutadans de Londres un privilegi el 1075. La City de Londres és una de les poques institucions on els anglesos tenien alguna autoritat.

Guillem I d'Anglaterra va construir tres castells al voltant de la City per evitar els atacs:
- Torre de Londres
- Castell de Baynard
- Castell de Montfichet

El 1132. Enric I d'Anglaterra va reconèixer l'estatus de Comtat de la City de Londres, i el 1141 el total de la ciutadania es considerava una sola comunitat. Aquest és l'origen de la Corporació de la City de Londres.
La City ha estat destruïda dues vegades per les flames de dos grans incendis, el primer el 1212, i després el més famós anomenat el Gran incendi de Londres el 1666.
La City elegia quatre membres de la no reformada Càmera dels Comuns, que va conservar després de la Reform Act 1832 i encara al segle xx. Avui s'inclou íntegrament a la circumscripció de les Ciutats de Londres i Westminster, i l'estatut exigeix que no es divideixi entre dues àrees veïnes. El 1894 es va intentar amalgamar la Ciutat i el Comtat de Londres circumdant, però no va tenir èxit.
La població de la City va caure ràpidament al segle xix i encara més al segle xx pel trasllat de molta gent cap als suburbis i moltes cases han estat substituïdes per grans blocs d'oficines. Actualment la zona residencial més extensa és la de Babican Estate, construïda entre 1965 i 1976, aquí també s'hi troba el Museu de Londres i diferents serveis de la Corporació.
A la dècada de 1970 es van començar a construir molts edificis d'oficines de més de 600 ft, 42-storey Natwest Tower va esdevenir el primer gratacel del Regne Unit. L'espai per a oficines s'ha intensificat sobretot al centre, al nord i a l'est de la City.

### Urbanització actual
La tendència actual de l'oficina d'urbanització ha començat a canviar igual que la Corporació de la City de Londres fomenta l'ús residencial, encara que no s'espera que la població resident augmenti de 10.000. Algunes acomodacions són edificis comercials petits anteriors a la Segona Guerra Mundial, que no són idonis per a l'ocupació de grans companyies que ara proporcionen la majoria de llocs de treball de la City.
Des de la dècada de 1990, la City s'ha diversificat de l'exclusiu espai per oficines. Per exemple, s'han obert alguns hotels i centres comercials o magatzems. S'està construint un centre comercial prop de la Catedral de Saint Paul. Encara que amplies zones de la City es mantenen tranquil·les durant el cap de setmana, especialment les àrees més a l'oest, i és habitual trobar pub's i cafeteries tancades durant aquests dies.

### Població
| Any                                                | Població | Notes                                        |
| -------------------------------------------------- | -------- | -------------------------------------------- |
| 1700                                               | 208.000  | (139.000 propers a la muralla) valor estimat |
| 1750                                               | 144.000  | (87.000 propers a la muralla) valor estimat  |
| 1801                                               | 128.129  | cens                                         |
| 1841                                               | 123.563  | cens                                         |
| 1881                                               | 50.569   | cens                                         |
| 1901                                               | 26.846   | cens                                         |
| 1911                                               | 19.657   | cens                                         |
| 1921                                               | 13.709   | cens                                         |
| 1931                                               | 10.999   | cens                                         |
| 1951                                               | 5.324    | cens                                         |
| 1961                                               | 4.767    | cens                                         |
| 1971                                               | 4.234    | cens                                         |
| 1981                                               | 6.700    | estimació a mitjans d'any¹                   |
| 1991                                               | 5.400    | estimació a mitjans d'any                    |
| 2001                                               | 7.400    | estimació a mitjans d'any                    |
| 2004                                               | 8.600    | estimació a mitjans d'any                    |
| 2006                                               | 7.800    | estimació a mitjans d'any)                   |
| 1, estrictament poc comparable amb la dada de 1971 |          |                                              |

## Ciutats agermanades
- Bombai
- Alger
- Hamburg

## Indústria financera

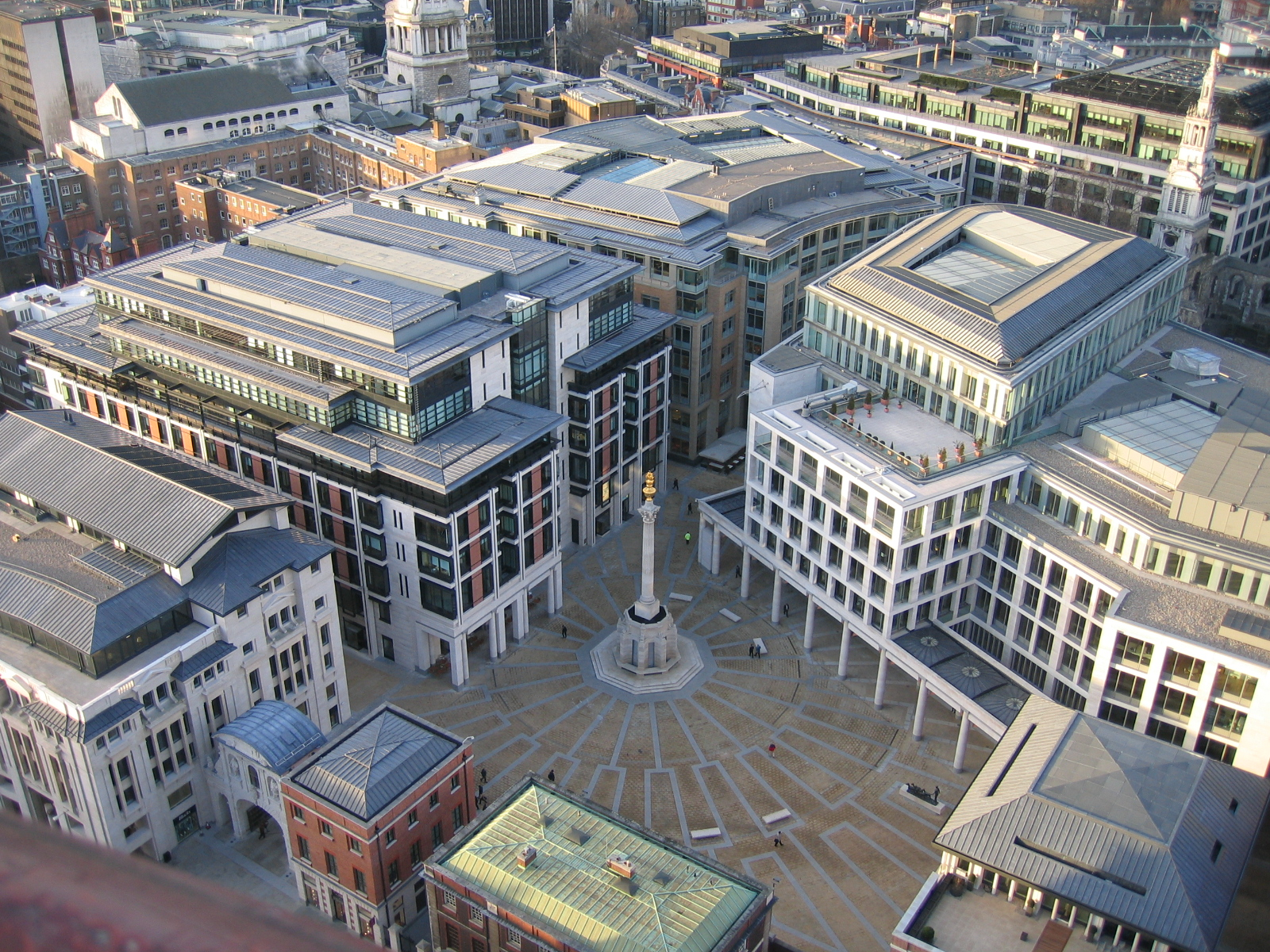
Paternoster Square, casa de la Borsa de Londres

La City alberga la Borsa de Londres (en anglès London Stock Exchange), Lloyd's of London (asseguradora) i el Banc d'Anglaterra (banc central del Regne Unit). A la dècada de 1980 el Docklands, antiga zona portuària però que se segueix anomenant docklands (zona portuària), es va convertir en l'alternativa per localitzar els centres financers a Londres i actualment s'hi pot trobar l'Autoritat de Serveis Financers, com també el Deutsche Bank, Credit Suisse, Barclays Bank, Bank of America, Citigroup i HSBC. Hi ha més de 500 bancs amb oficines a la City i Docklands. L'Alternative Investments Market (en català Mercat d'Inversions Alternatives), submercat de la Borsa de Londres, ha estat un mercat amb un gran creixement la passada dècada i que ha permès a Londres expandir firmes més petites.
Des de 1991 Canary Wharf, a unes milles a l'oest de la City al districte de Tower Hamlets, ha esdevingut el segon centre de serveis financers de Londres i ara és seu d'alguns bancs i altres institucions que antigament estaven a la City de Londres. La por que la City es vegi damnificada pel desenvolupament d'aquesta segona zona sembla infundada, ja que el creixement ha estat a ambdós llocs. A Canary Wharf les empreses hi han trobat llargs espais per a localitzar els seus grans edificis d'oficines cosa que a la City resultava difícil tenint en compte la seva mida de 2,6 km².

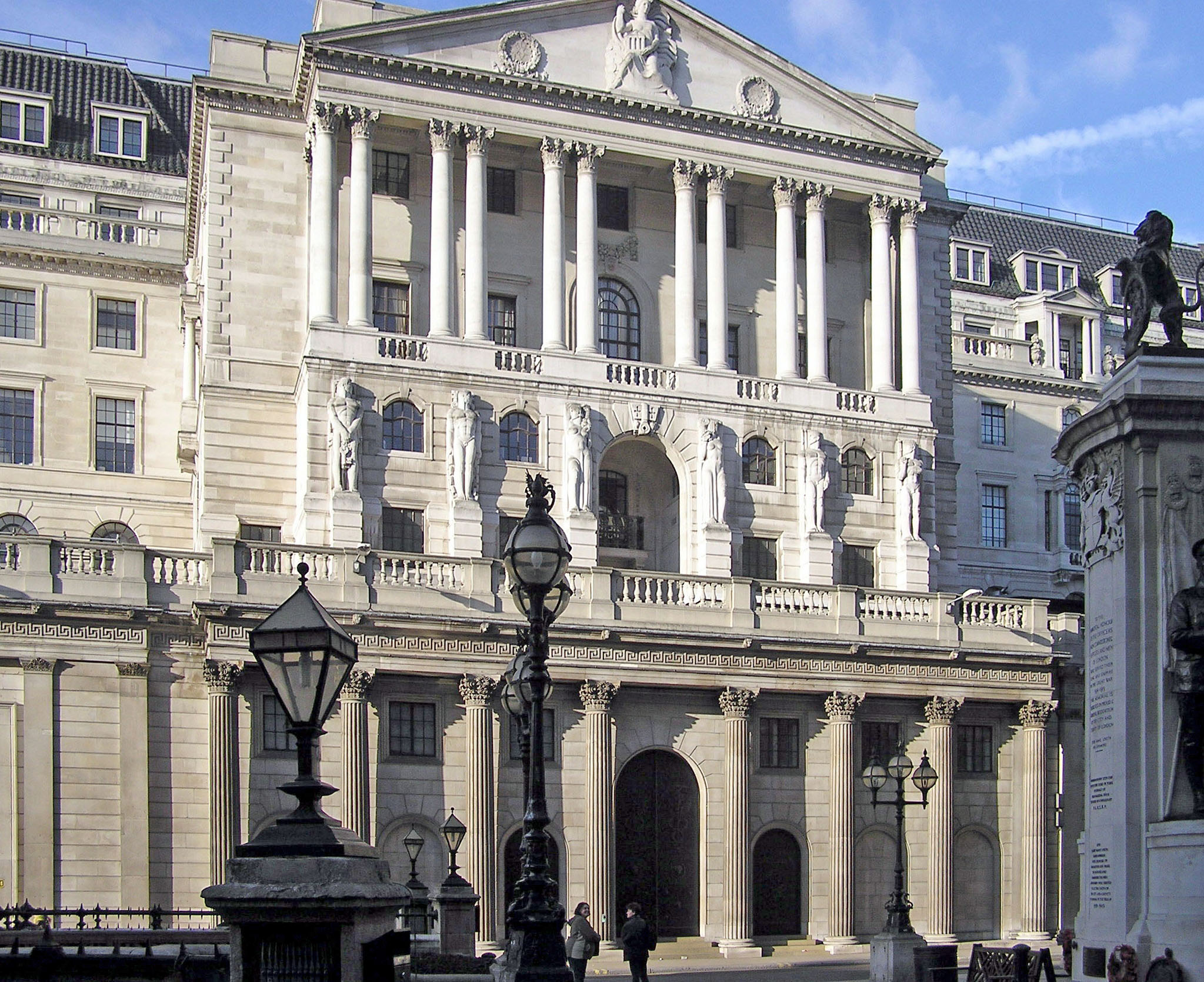
Banc d'Anglaterra.

## Govern local

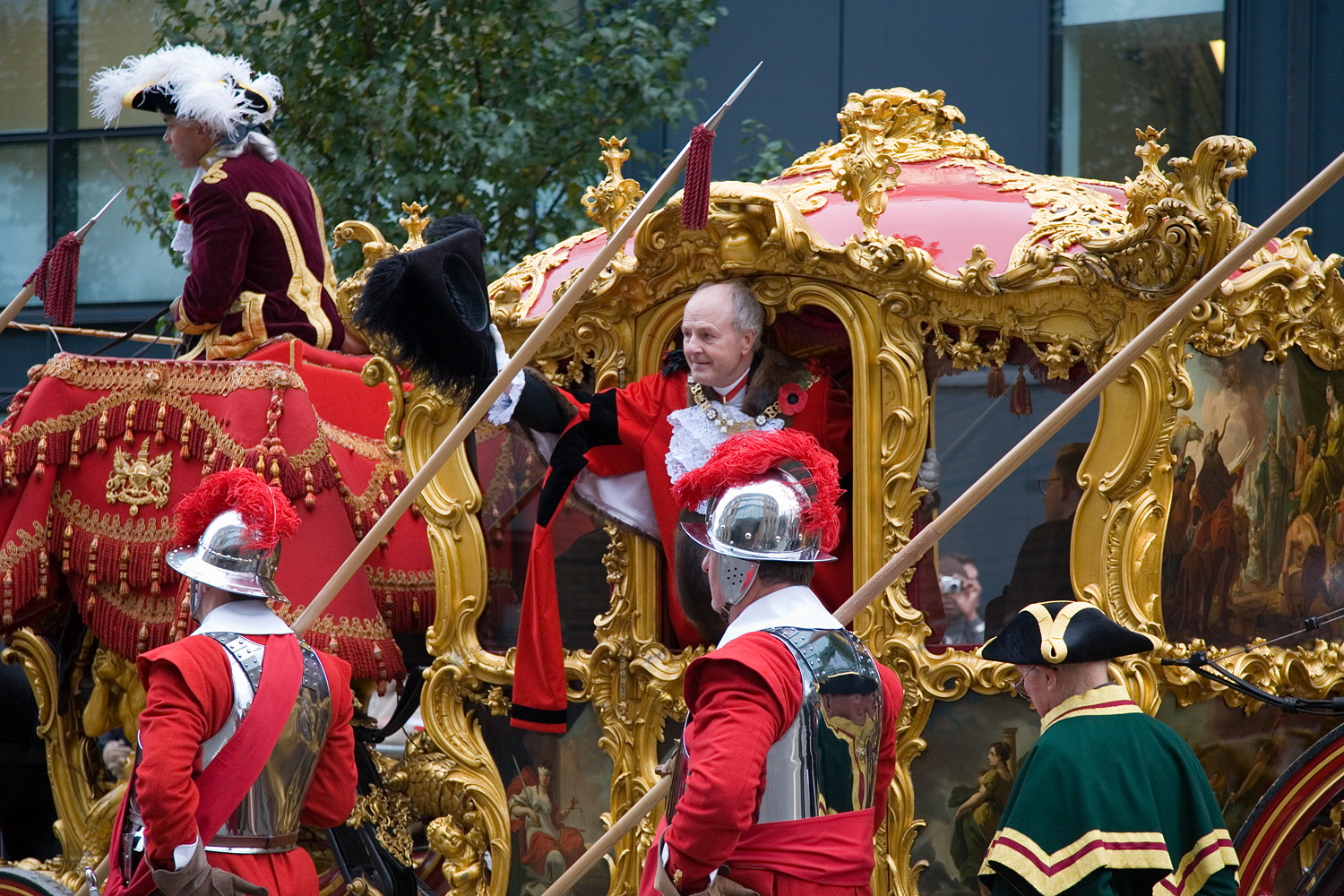
Antic Senyor Alcalde de Londres John Stuttard

La City de Londres té un estatus polític únic (sui generis), un legat de la seva integritat com a ciutat des del període Anglo Saxon i de la seva relació singular amb la Corona. Històricament el seu sistema de govern no era inusual, però no fou reformat en l'Acta de Reforma Municipal de 1835 i que després si tingué alguns petits canvis per altres reformes.
L'administració encarregada de la City és la Corporació de la City de Londres (City of London Corporation en anglès), encapçalada pel Senyor Alcalde de Londres (en anglès Lord Mayor of London que cal diferenciar de l'Autoritat de Londres, alcalde electe del Gran Londres). La City és un comtat cerimonial, encara que té una Comissió, aquesta està encapçalada pel Senyor Alcalde a diferència dels altres comtats encapçalats per un Lord-Lieutenant.
La City conté dos enclavaments independents, Inner Temple i Middle Tempe. Formen part de la City i del Comtat cerimonial, però no estan governats per la Corporació de la City de Londres. La Corporació governa la resta de la City i és responsable d'un nombre de funcions i és propietària d'algunes localitzacions més enllà dels límits de la City.
La City té 25 entitats locals menors que recentment han canviat els seus límits, encara que el nombre i noms no han canviat.

### Eleccions
La City de Londres té un sistema electoral únic. La majoria dels seus votants són representants dels negocis i altres establiments a la City. Les seves entitats menors locals (wards) tenen nombres de vots desiguals.
La principal justificació del vot no-residencial és que uns 450.000 no residents constitueixen la població diària de la City i són qui utilitzen la majoria dels serveis, lluny de la població real de menys de 10.000 habitants. No obstant el sistema ha estat una gran controvèrsia. El vot de negocis es va abolir a la resta del Regne Unit a les eleccions locals de 1969.
Un Acte privat del Parlament el 2002 va reformar el sistema de vot per elegir els membres de la Corporació de Londres. Amb el nou sistema el nombre de vots de no residents s'ha duplicat de 16.000 a 32.000.
Menys de 10 empleats equival a un vot, aquells qui donen treball de 10 a 50 nomenen a un votant per cada 5 empleats. Si s'emplea a més de 50 persones han de nomenar a 10 votants i un votant addicional per cada 50 empleats després dels 50 primers. Així que empreses d'1 a 10 persones tenen un vot, una empresa de 10 dos vots, una empresa de 50 deu vots i una empresa de 100 onze vots.

La Bandera de Londres.

## Educació
La City de Londres s'encarrega del manteniment d'una sola escola de primària, Sir John Cass's Foundation Primary School a Aldgate (4 a 11 anys). I una escola concertada, Church of England School.
Els residents de la City poden enviar els seus fills a escoles d'autoritats educatives locals (LEAs) veïnes.
Els nens d'educació secundària es matriculen a LEAs veïnes com Islington, Tower Hamlets, Ciutat de Westminster i Southwark. Els nens que tenen la residència permanent a la City són aptes per anar a l'Acadèmia de City de Londres, una escola de secundària independent a Southwark subvencionada per la City.
La City Controla tres altres escoles independents. L'Escola City de Londres (per a nens) i l'Escola per Noies City de Londres que es troben a la ciutat, i l'Escola dels Homes Lliures City de Londres (mixta) a Ashted, al comtat de Surrey.
La City també és seu de la renovada escola de negocis Cass Business School, l'Escola Guildhall de Música i drama i parts de les tres universitats de Londres.

## Jardins

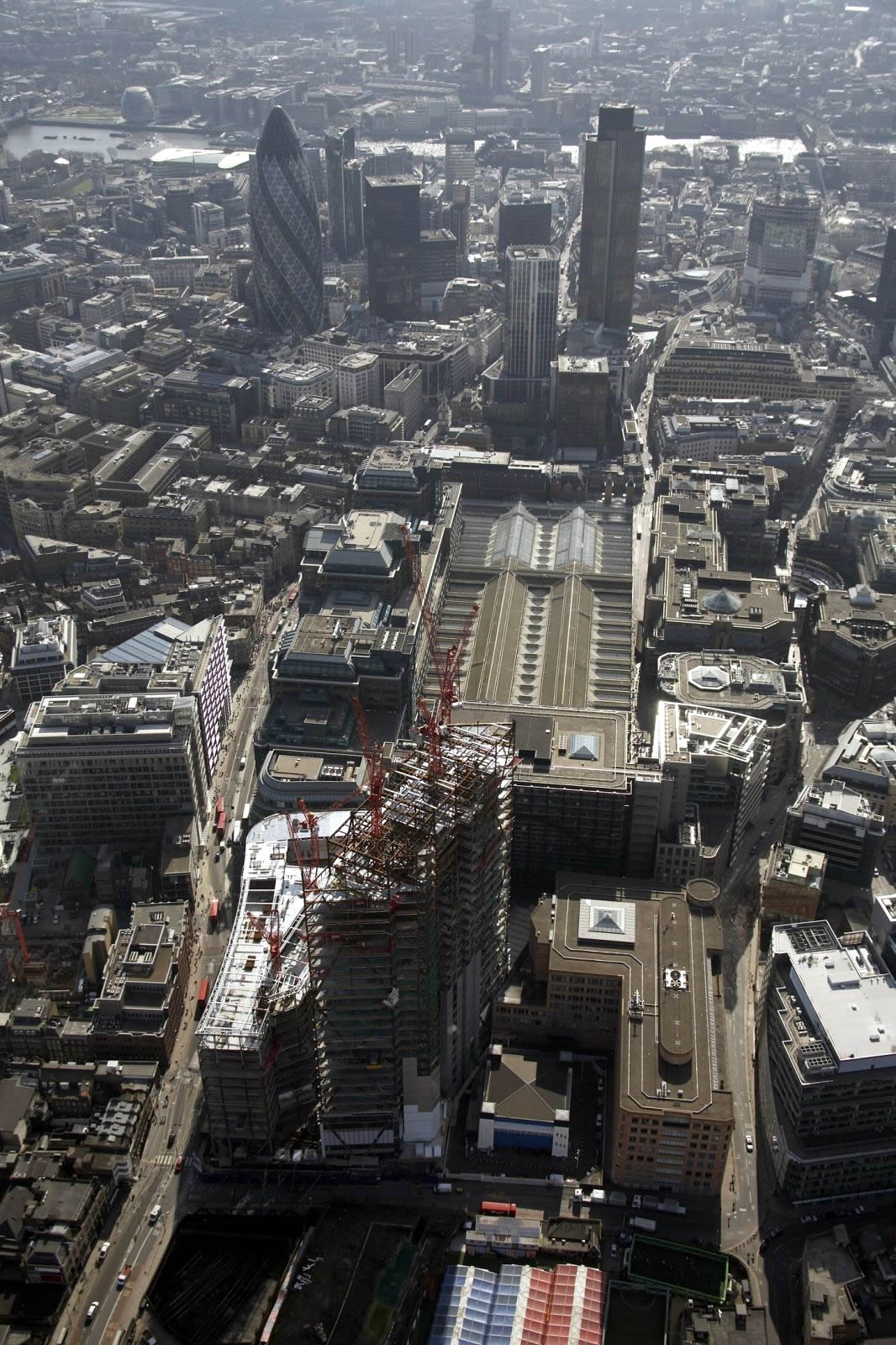
Vista aèria de 30 St Mary Axe i Tower 42. També es pot veure Willis Building, Aviva Tower, 99 Bishopsgate, Liverpool Street Station i Stock Exchange Tower. Al fons Broadgate Tower.

La Corporació de la City de Londres és l'encarregada del manteniment dels jardins de la City.
Jardins:
- Barber-Surgeon's Hall Garden - London Wall
- Cleary Garden - Queen Victoria Street
- Finsbury Circus - Blomfeld Street o London Wall o Moorgate
- Jubilee Garden - Houndsditch
- Portsoken Street Garden - Portsoken Street o Goodman's Yard
- Postman's Park - Aldersgate o King Edward Street
- Seething Lane Garden - Seething Lane
- St Dunstan-in-the-East - St Dunstan's Hill o Idol Lane
- St Mary Aldermanbury - Aldermanbury
- the churchyard of St Olave Hart Street - Seething Lane
- St Paul's Churchyard - Catedral de Saint Paul
- West Smithfield Garden - West Smithfield
- Whittington Gardens - College Street o Upper Thames Street

## Gratacels
Els edificis més alts de la City són:
| Posició | Nom                  | Any  | Ús       | Alçada | Alçada | Plantes |
| Posició | Nom                  | Any  | Ús       | metres | peus   | Plantes |
| 1       | Shard London Bridge  | 2013 | Mixt     | 310    | 1017   | 87      |
| 2       | Tower 42             | 1980 | Oficines | 183    | 600    | 42      |
| 3       | 30 St Mary Axe       | 2003 | Oficines | 180    | 590    | 40      |
| 4       | Broadgate Tower      | 2008 | Oficines | 164    | 538    | 35      |
| 5       | CityPoint            | 1967 | Oficines | 127    | 417    | 36      |
| 6       | Willis Building      | 2007 | Oficines | 125    | 410    | 26      |
| 7       | Aviva Tower          | 1969 | Oficines | 118    | 387    | 28      |
| 8       | 99 Bishopsgate       | 1976 | Oficines | 104    | 340    | 26      |
| 9       | Stock Exchange Tower | 1970 | Oficines | 103    | 339    | 27      |

Edificis de més de 150 metres proposats o en construcció:

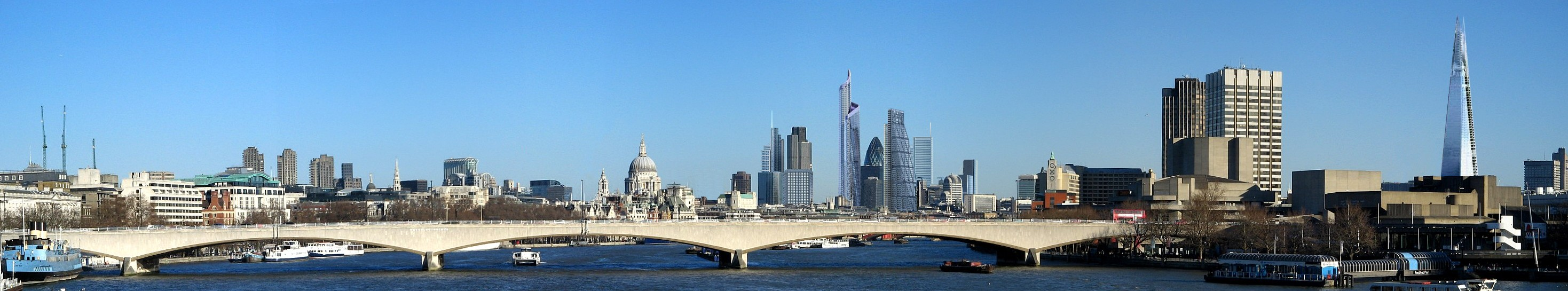
Panoràmica de la City de Londres al 2012

| Nom                                      | Alçada | Alçada | Plantes | Estatus            |
| Nom                                      | metres | peus   | Plantes | Estatus            |
| The Pinnacle ("Helter Skelter")          | 288    | 945    | 63      | En construcció     |
| Heron Tower                              | 246    | 806    | 47      | En construcció     |
| The Leadenhall Building ("Cheesegrater") | 225    | 737    | 48      | En construcció     |
| 100 Bishopsgate                          | 165    | 542    | 39      | Aprovat            |
| 20 Fenchurch Street ("Walkie Talkie")    | 160    | 525    | 39      | Espai en demolició |